# Vulpen

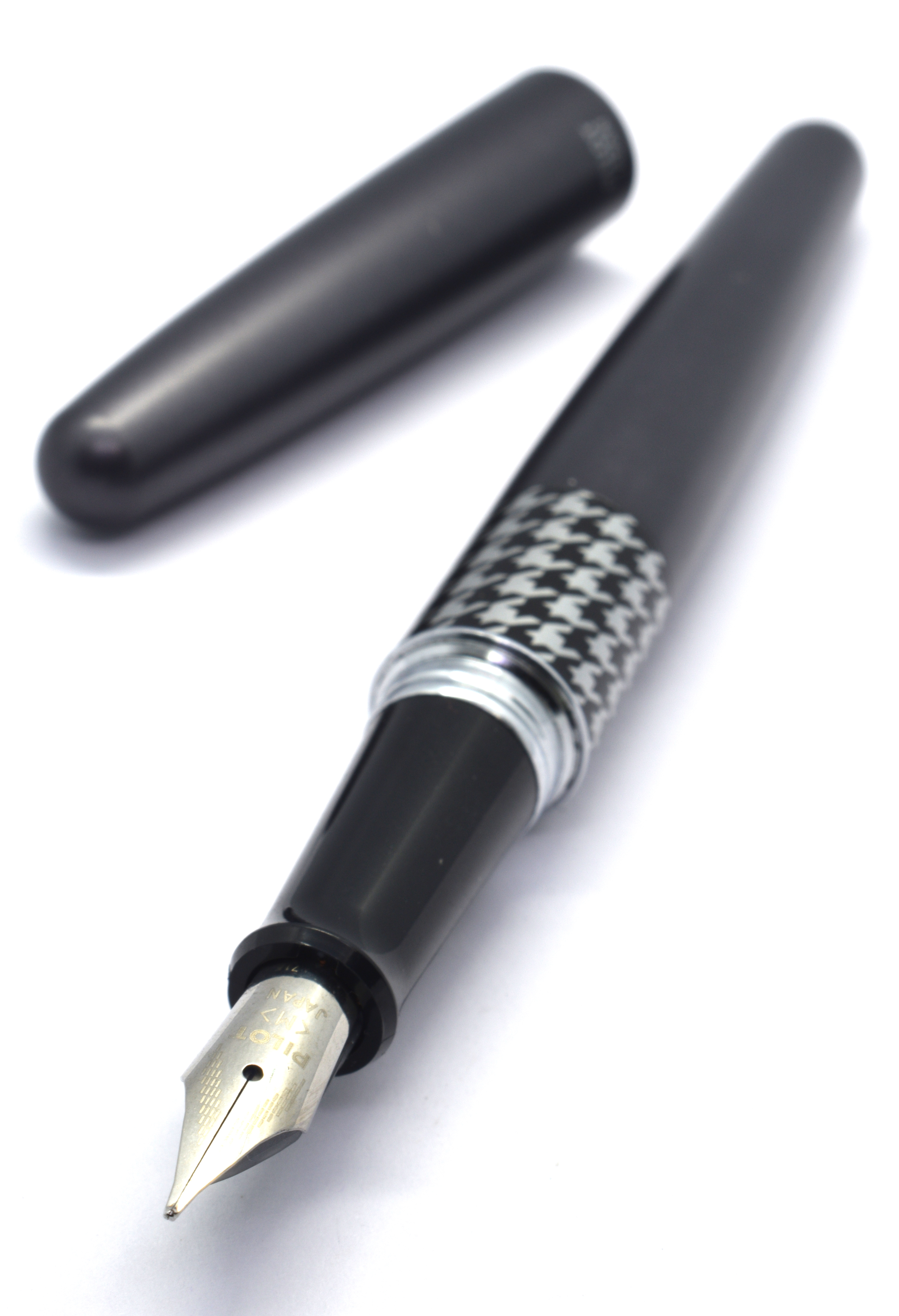
Vulpen

Een vulpen is een pen die een reservoir met vloeibare inkt bevat dat door de gebruiker zelf opnieuw gevuld kan worden, in tegenstelling tot een balpen. De pen kan worden gevuld met inkt uit een inktpot (direct in het reservoir van de pen of met een hervulbare vulling, een converter) of met kant en klare inktpatronen. Vóór de introductie van de vulpen moesten schrijvers hun pen tijdens het schrijven met grote regelmaat in een inktpot dopen, dat was met een vulpen niet meer nodig.

## Constructie
De eerste vulpennen hadden een rubberen vulzak met een hefboompje, modernere een zuiger die met een schroef bediend wordt.
De meeste vulpennen hebben een losse dop, die op de pen geklikt of geschroefd kan worden. De dop beschermt de kwetsbare pen en voorkomt het uitdrogen van de in de pen aanwezige inkt. Er zijn ook vulpennen zonder dop ('capless') op de markt met een systeem als bij een balpen: door een klik op de achterkant komt de vulpenpunt naar buiten. De eigenlijke pen bestaat uit twee helften, waartussen de inkt vloeit door de capillaire werking en door de zwaartekracht. Deze pen is meestal van staal, maar bij duurdere vulpennen van goud of verguld. Door gewenning aan balpennen drukken mensen harder met pennen op het papier, daarom verstevigt men de punten om slijtage tegen te gaan, soepel te kunnen schrijven en een acceptabele lijn af te kunnen geven. Het topje kan daartoe van een ander materiaal gemaakt zijn. In het verleden werd bijvoorbeeld iridium gebruikt. Voordat de punten werden verstevigd gingen vulpennen vaak 'naar de hand staan' van degene die deze gebruikten. Omas en Pelikan maken vulpennen die nog wel een zekere flexibiliteit hebben, zodat deze nog wel 'naar de hand gaan staan'.
Er zijn vulpennen in een uitvoering van goedkope plastic houder tot kostbare gouden pennen. Er worden ook veel "design" vulpennen en 'limitede editions' gemaakt, waarvoor de liefhebbers veel geld over hebben.

## Bekende merken
Er bestaan veel merken vulpennen. Bekende merken zijn:

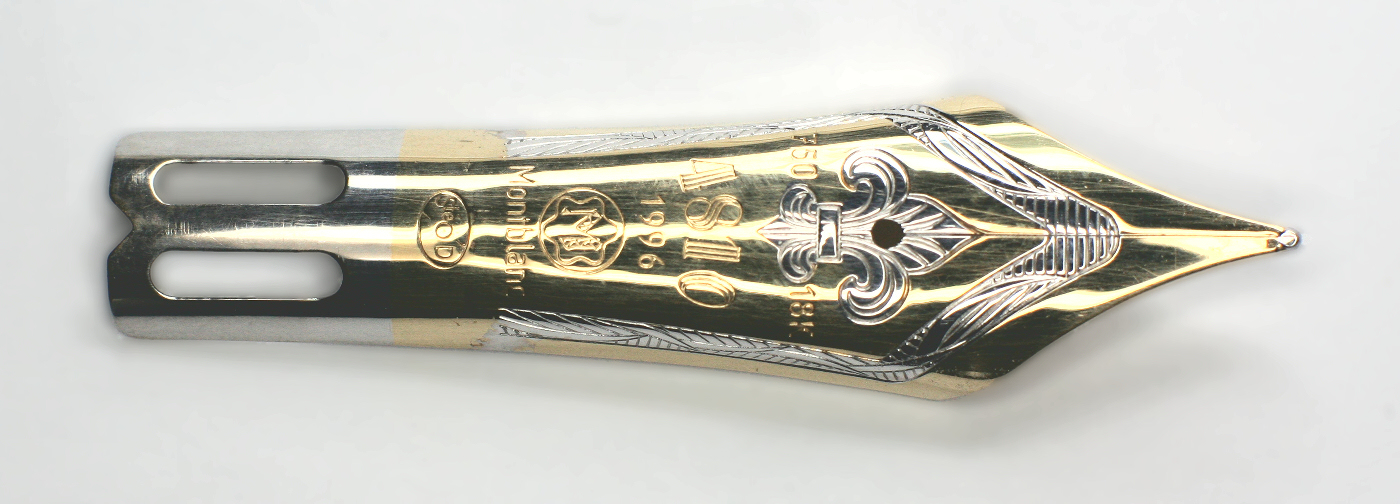
Pen van de duurdere vulpen Montblanc

- Aurora
- Bruynzeel
- Caran d'Ache
- Cartier
- Conidpen
- Conway Stewart
- Cross
- Delta
- Diplomat
- Dunhill
- Graf von Faber-Castell
- Jinhao
- Kaweco
- Lamy
- Montblanc
- Montegrappa
- Omas
- Parker
- Pelikan
- Pilot
- Rotring
- Sailor
- Sheaffer
- A.G. Spalding
- St-Dupont
- Stipula
- Urso Luxury
- Visconti
- Waterman

## Geschiedenis
In oude tijden schreef men met een aangepunt houtje of een pen van riet. Later werd de ganzenveer populair, waarmee men zelfs kon kalligraferen. Maar steeds moest de pen in een inktpot worden gedoopt.
De eerste bronnen over een pen met een inktreservoir dateren uit de 10e eeuw, maar het is waarschijnlijk dat pogingen om een vulpen te maken nog van eerdere datum zijn. Het is immers tijdrovend om een pen steeds in de inktpot te dopen. Een van de eerste vulpennen is rond 953 in Egypte door Al-Mu'izz gemaakt. De eerste voorbeelden van overgebleven vulpennen dateren echter uit de 18e eeuw. De voortgang om een betrouwbare pen te maken was echter moeizaam. Dit kwam doordat de rol die de luchtdruk speelt in de werking van een vulpen, nog onvoldoende begrepen werd. Daarnaast is inkt een nogal corrosieve vloeistof, die veel (kleur)deeltjes bevat die bezinken of de fijne kanaaltjes in de vulpen kunnen verstoppen. Vanaf ongeveer 1850 verschenen er steeds meer patenten en evenzovele vulpennen in de handel. Drie uitvindingen zijn daarbij van het grootste belang: de iridium punt van de pen, harde soorten rubber en een vrij vloeiende, sneldrogende inkt.

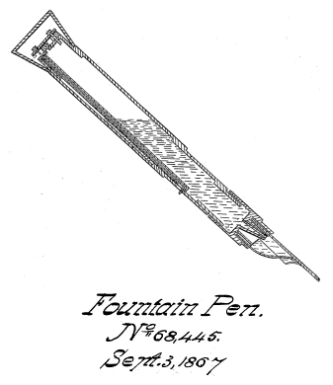
M. Klein en Henry W. Wynne verkregen US patent #68445 in 1867 voor een inktkamer en inktafleveringssysteem in de houder van de vulpen

Vanaf ongeveer 1870 maakten Duncan MacKinnon, een Canadees die in New York woonde, en Alonzo T. Cross uit Providence, Rhode Island een pen met een hol schrijftuitje. Deze "stylo's" worden tegenwoordig vooral gebruikt (Rotring) voor technische tekeningen (de zogenaamde tekenpen). Ze waren aan het eind van de 19e eeuw echter zeer populair om mee te schrijven.
Vanaf 1880 begon men vulpennen in grote hoeveelheden te produceren. Waterman en Wirt waren de belangrijkste producenten in de VS. Waterman vond in 1884 een toevoersysteem uit met drie groeven (de zogenaamde Three Fissure Feed) dat hij patenteerde. Dit concept, op basis van capillaire werking, zorgde ervoor dat de inkt continu en zonder onderbrekingen naar de penpunt kon vloeien, zonder te lekken en zonder dat de punt continu in de inkt gedoopt hoefde te worden. Zijn "The Ideal Pen Company" werd vier jaar later omgedoopt in "The L.E. Waterman Company".
Tijdens de Bezettingsjaren van de 2e Wereldoorlog eiste de bezetter al het goud in het land op. Daar de nib van de vulpen tijdens het interbellum uit goud werd vervaardigd moesten deze er aan geloven. Zo raakte de duurdere vulpen in onbruik. Maar Val Saint Lambert had er iets op bedacht, namelijk een kristallen nib. Deze bestond uit hoogwaardig kristal en had in het midden van de nib een toevoersleuf voor de inkt die draaisgewijs naar beneden loopt, zodat de inkt gelijkmatig naar buiten komt om te schrijven. Ondanks het dure materiaal en de technische bewerkingen sneuvelden deze poreuze nibben ook met de tijd.
Vulpennen werden gevuld door de inkthouder open te schroeven en de inkt erin te druppelen. Dit was een langzaam proces, dat bovendien vaak tot geknoei en vieze handen leidde. Ook lekten de vulpennen vaak in hun dop, of op het punt waar de inkthouder open werd geschroefd. Men begon te zoeken naar een gemakkelijke manier om de pennen te vullen en een manier om het lekken (kladden) op te lossen. In 1927 vond Perraud, een Franse onderzoeker, de glazen inktpatroon uit (gepatenteerd in 1936). Het meest succesvol was het vulsysteem van Conklin, gevolgd door het draaivulsysteem van Waterman. De beste vernieuwingen kwamen echter van Sheaffer en Parker. Een meer recente innovatie is het systeem met dubbel inktreservoir van Visconti. Het afsluitbare tweede reservoir zorgt ervoor dat de pen zelfs bij vliegreizen - ondanks veranderende luchtdrukken - niet lekt.